# グリーンGDP
グリーンGDP（ぐりーん-）（【英】Green GDP ／ Eco Domestic Product ［略］EDP） は、今までのGDP算出の矛盾を解消するために、自然界の様々な要素を加味して算出されるGDPのことである。つまり、GDPから環境破壊による生活質の

## 概念
基本的な概念は「自然界の様々な要素を、何らかの基準で数値化し、価値ある資源として計上する」というものである。多くの場合、人類の経済活動は環境に悪影響を及ぼしているので、GDPに相応の減少分が発生する。これは生産活動によって減価償却が行われるのと似ている。

## 経緯
一定期間内に一国内で発生した付加価値の総量のことをGDPといい、この数値が増加すれば経済は発展していると見なされるが、これはつまり、「より多くの付加価値が生産されれば、それだけ経済は成長している」と考えているということである。
しかし、この考え方には欠点もある。例えば、森林開発が行われると木材・パルプ生産や住宅建設などがGDPを押し上げるが、土壌流出など環境破壊が起こっても、GDPには何の影響もない。このような矛盾に対して、1980年代後半から環境問題に対する取り組みが強化されたことで、現行のGDPの算出方式を変えようという声が出始めた。そこで代わりにグリーンGDPが考え出される。

## 問題点
「自然界の様々な要素」をどのように金銭換算するのかということが一番の問題である。一つの経済活動を行うとき、環境に様々な影響を与えるが、あまり粗雑に算定すると、重要な資産価値を取りこぼす恐れがあり、全てを算定しようとするのも困難で、指標として実効性を持つのか疑わしくなる。1993年には国連統計部が独自の基準を策定したが、世界的にはばらばらの基準を用いているのが現状である。

## 各国の取り組み
日本では環境省を中心に研究が進められており、基準を策定中である。
中国は2003年に、GDPの算出方法にグリーンGDPを取り入れることを発表している。